# Fremantle Highway (schip, 2013)
De Fremantle Highway is een autoschip van het Japanse bedrijf Shoei Kisen Kaisha Ltd, een dochtermaatschappij van Imabari Shipbuilding. Het schip kreeg bekendheid nadat er eind juli 2023 een zware brand op uitgebroken was vlak bij de Nederlandse kust.
Het vrachtschip is eigendom van Shoei Kisen Kaisha maar wordt geleased door K Line, een rederij met een grote vloot van dit soort schepen.  Het voer onder de Panamese vlag, voor Luster Maritime. De eigenaars zijn dezelfde als die van de Ever Given, het schip dat in 2021 het Suezkanaal blokkeerde.

## Brand

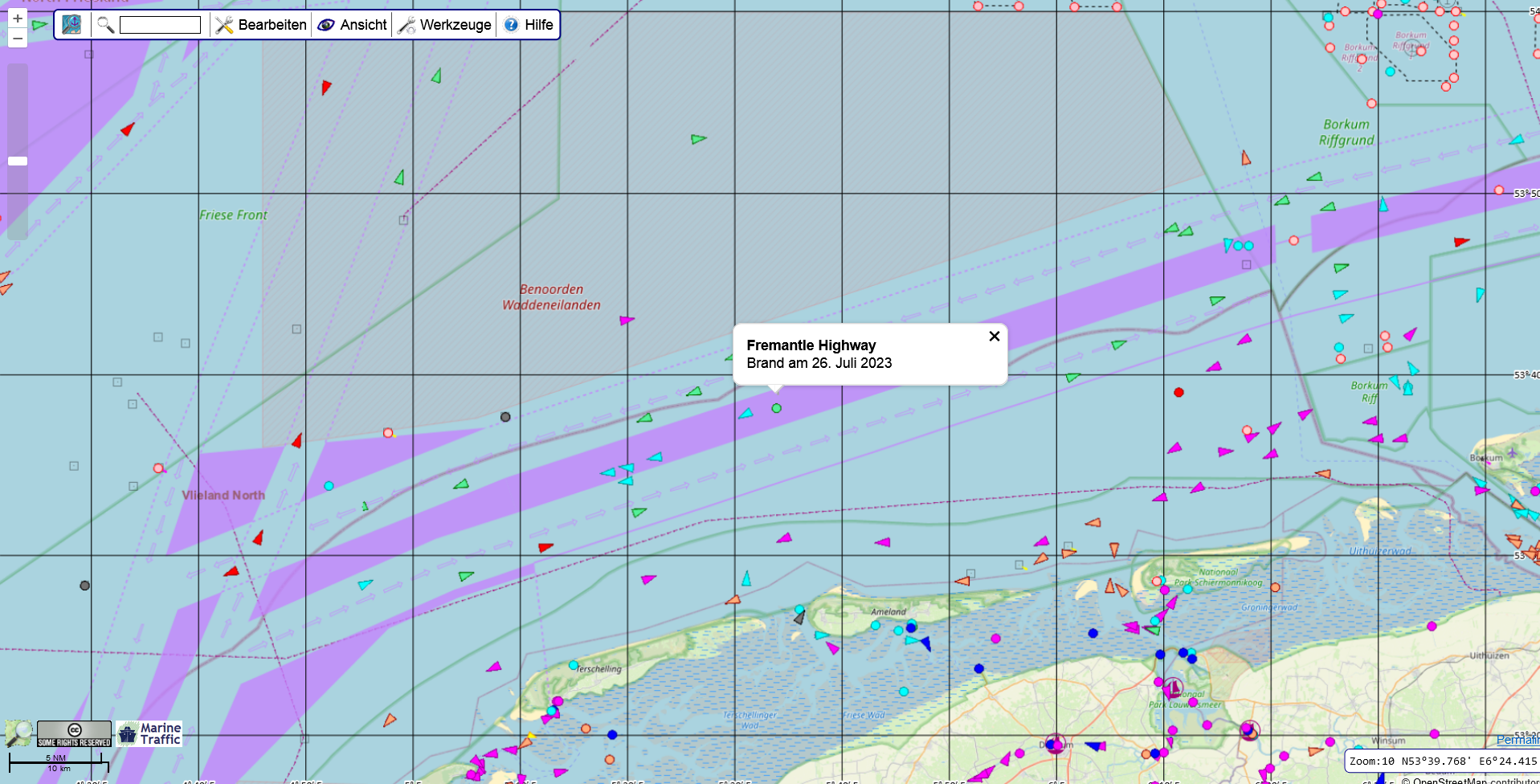
Locatie van brandende Fremantle Highway op 26 juli 2023

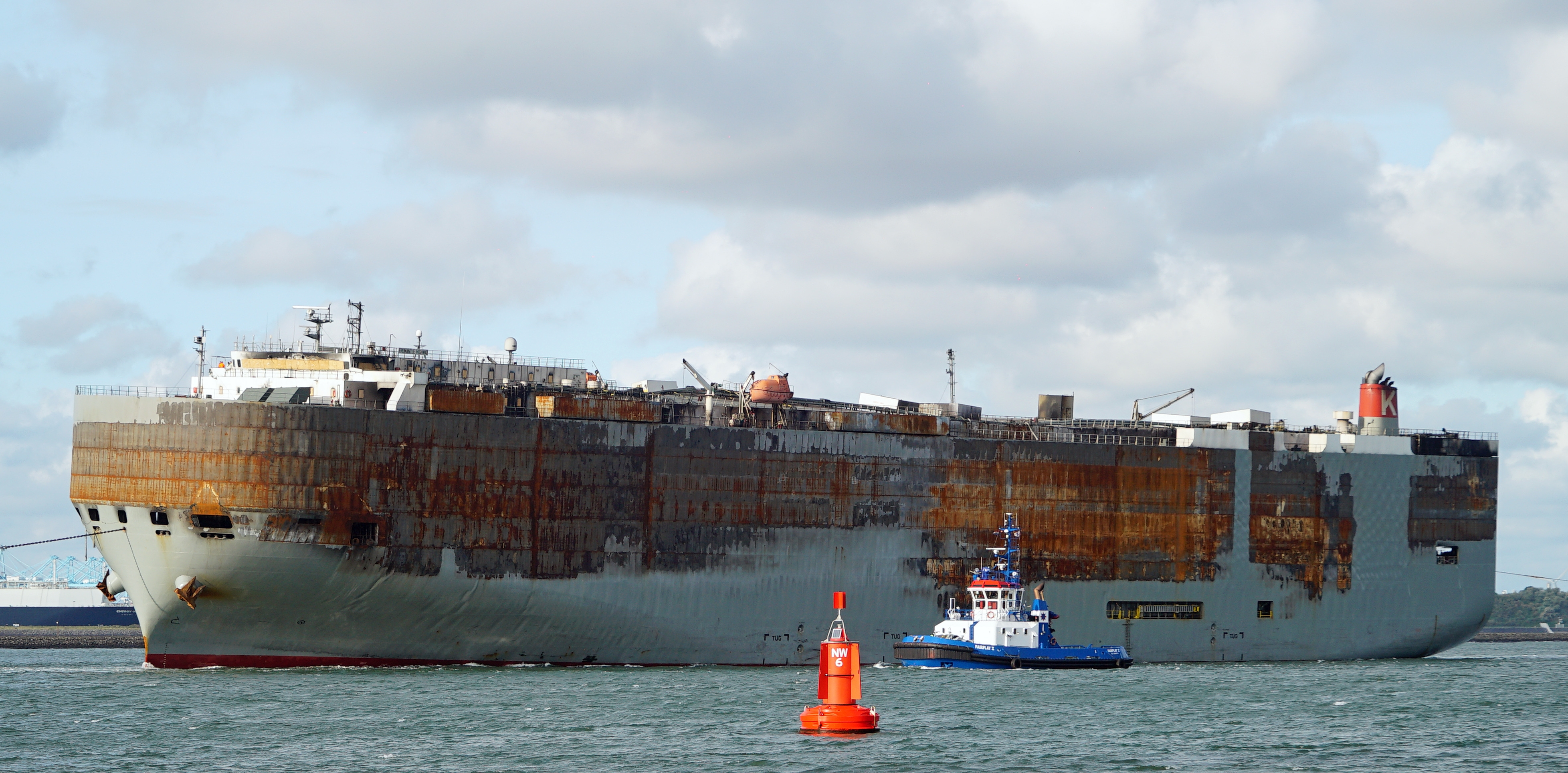
De Fremantle Highway is vanuit de Eemshaven aangekomen in Rotterdam

Op 25 juli 2023 brak brand uit op de Fremantle Highway. Het schip was die dag vertrokken uit Bremerhaven richting Port Said (Egypte) om via het Suezkanaal naar de eindbestemming Singapore te varen. Het vervoerde volgens de reder 3784 nieuwe auto's, waaronder 498 elektrische. Onduidelijk is hoeveel hybride-auto's er aan boord waren. Ook waren er 5 grote kranen aan boord. Omstreeks middernacht in de nacht van 25 op 26 juli brak er aan boord brand uit die door de bemanning niet kon worden geblust. Het vrachtschip voer op dat moment circa 27 kilometer ten noorden van het Nederlandse waddeneiland Ameland, ongeveer 10 kilometer van de locatie waar de MSC Zoe in januari 2019 297 containers verloor. De kapitein rapporteerde aan de hulpdiensten dat de brand ontstaan was in de accu van een elektrische auto. Officieel is (nog) geen oorzaak van de brand bekend gemaakt. Na een woo-verzoek van het Dagblad van het Noorden is bekend geworden dat er een krachtige explosie aan boord is geweest. Wat die explosie veroorzaakt heeft, is niet bekend. Tevens bleek dat er 532 elektrische auto's van boord zijn gehaald, wat meer was dan het eerder opgegeven aantal.

### Bemanning
Aan boord waren 22 bemanningsleden, waarvan zeker 21 afkomstig uit India. Daarnaast was er nog een loods aan boord. Zeven sprongen in zee van het 30 meter hoge schip na overleg van de kapitein met de Nederlandse Kustwacht om aan de vlammen en de hitte te ontkomen. Ze werden opgepikt door de KNRM-reddingsschepen Anna Margaretha van Ameland en Koning Willem 1 van Schiermonnikoog, en het schip Hurricane van rederij Noordgat. Twee kustwachthelikopters haalden de resterende zestien van boord. Er viel één dode bij zijn vluchtpoging; het slachtoffer stierf aan boord van een KNRM-reddingsboot als gevolg van rookvergiftiging op het brandende autoschip. De opvarenden werden naar het ziekenhuis gebracht met ademhalingsproblemen, brandwonden en botbreuken. Ze verbleven daar enkele dagen tot een week.

### Blussen
- Video bluswerk Fremantle Highway, gefilmd door kustwachtvliegtuig., YouTube (26 juli 2023)

De noodsleper Guardian van de Kustwacht, die voor calamiteiten op de Noordzee paraat ligt in Den Helder, was als een van de eerste schepen ter plaatse en hielp mee bij het blussen samen met de Duitse noodsleper Nordic. De sleepboot Hunter van Rederij Noordgat bracht een sleepverbinding tot stand met de stuurloze Fremantle Highway om het op zijn plaats te houden tijdens het blussen, dat werd later overgenomen door de sterkere sleepboot Fairplay 30. Het oliebestrijdingsvaartuig Arca en de tonnenlegger Frans Naerebout werden uit voorzorg naar het brandende schip gestuurd. Indien er schadelijke stoffen de zee in zouden lekken, konden snel boeien gelegd worden rond het brandende schip. Het blussen ging moeizaam omdat er geen ramen in het schip waren en de hitte in het schip enorm was. Een dag later, op 27 juli, beperkte  men met blussen omdat het vele bluswater de stabiliteit van het schip in gevaar kon brengen.

### Berging
De eigenaar van het autoschip nam contact op met de bergingsbedrijven Boskalis en Multraship om het schip te bergen zodra dit mogelijk was.
Op 30 juli was de rookontwikkeling op de Fremantle Highway aanzienlijk verminderd, waarop Rijkswaterstaat besloot het schip langzaam en gecontroleerd te laten verplaatsen door twee sleepboten van de bergers Multraship en Smit Salvage naar een veiligere tijdelijke locatie op 16 kilometer ten noorden van de Waddeneilanden Schiermonnikoog en Ameland, waar het schip werd verankerd. Die ligplek was verder weg van de drukke vaarroutes en het schip zou er beter beschermd zijn tegen de weersomstandigheden. Het oliebestrijdingsvaartuig Arca bleef in de buurt. Op 1 augustus gaf een eerste inspectie aan boord aan dat de brand uitgedoofd was, het schip onder de waterlijn nog intact was en niet overhelde.
Op 2 augustus besloot minister Mark Harbers van Infrastructuur en Waterstaat om het schip naar de Eemshaven in Noord-Groningen te laten slepen. Deze haven biedt alle benodigde faciliteiten om het schip verder af te handelen en de risicovolle sleepreis kon zo beperkt blijven tot 64 km. Het autoschip werd naar deze haven gesleept door de sleepboten Fairplay 30 en Multratug 20 en meerde op 3 augustus aan in de Julianahaven van de Eemshaven, aan de kade van het bedrijf Wagenborg, waar het uiterlijk tot 14 oktober blijft liggen. De Marinebrandweer was paraat om een eventueel weer oplaaiende brand te kunnen bestrijden.
Bij een eerste inspectie in de Eemshaven bleken er meer dan 2700 auto's te zijn uitgebrand op de bovenste dekken, waar de brand het hevig woedde. Vooral vanwege instortingsgevaar van die dekken konden deze wrakken niet geborgen worden. De auto's op de lager gelegen dekken werden van boord gereden na daar te zijn gereinigd in een mobiele wasstraat.
Op donderdag 21 september is het schip naar Rotterdam gesleept. Daar wordt het bij Damen Shiprepair verder geïnspecteerd en ontmanteld. Het Nederlandse bedrijf Koole Contractors heeft het beschadigde schip gekocht en wil het na reparatie weer doorverkopen.

### Schadekosten
De Amerikaanse econoom Patrick Anderson berekende voor het vakblad Automotive News dat het verlies van de zeevracht van bijna 3800 auto's alleen al op zo'n € 300 miljoen uitkwam.

## Nasleep
In 2023 kochten twee Nederlandse handelaren 260 BMW's afkomstig van het uitgebrande schip met het doel de auto's door te verkopen. BMW heeft daarop een kort geding aangespannen. BMW voerde in het geding aan dat inbreuk wordt gemaakt op de merkrechten en dat de kwaliteit van de BMW's niet gegarandeerd kon worden met mogelijke reputatieschade voor het merk tot gevolg. De rechter gaf BMW gelijk en oordeelde dat de auto's niet verkocht mogen worden.

## Galerij ingeschakelde schepen

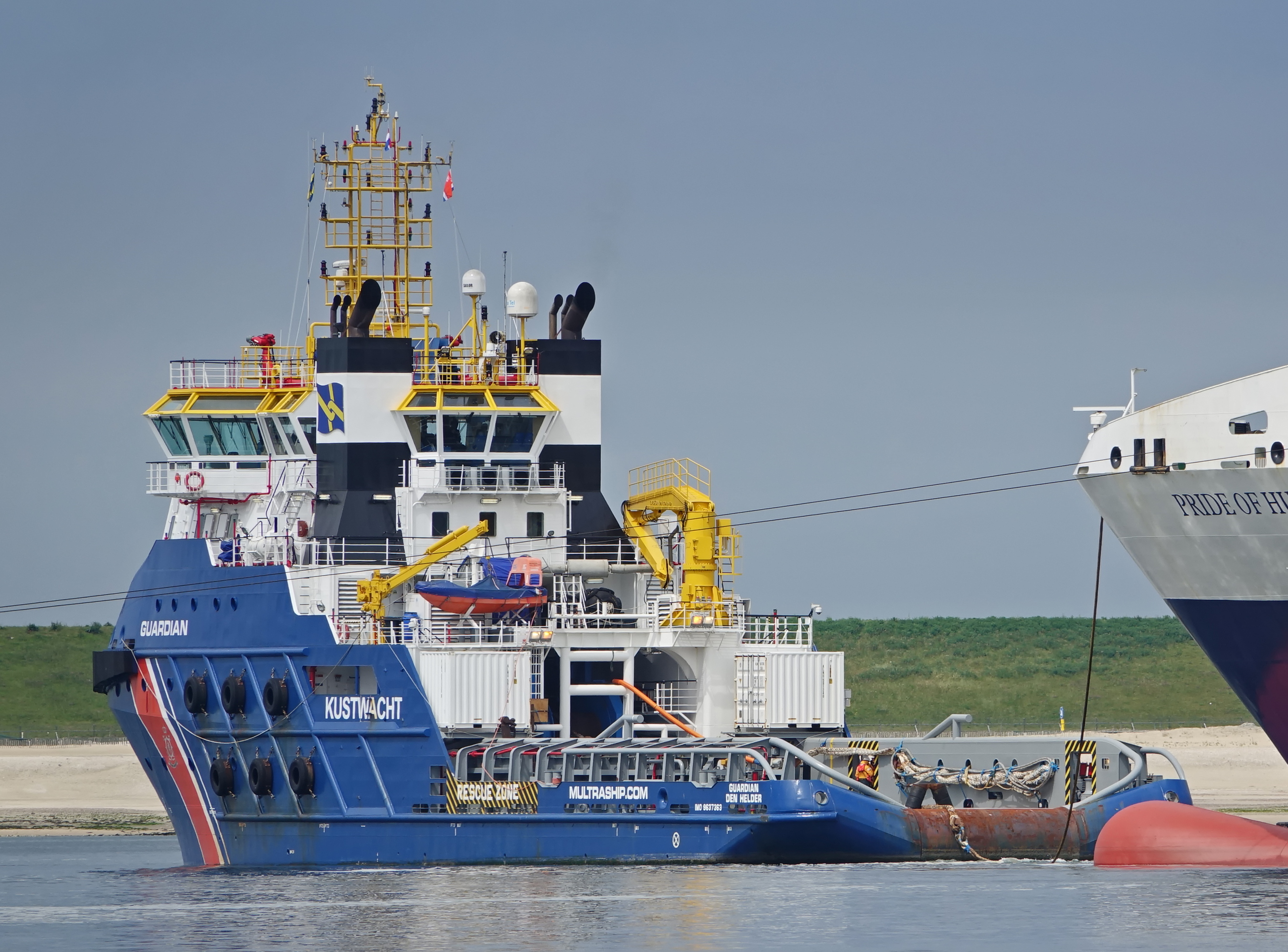
Guardian
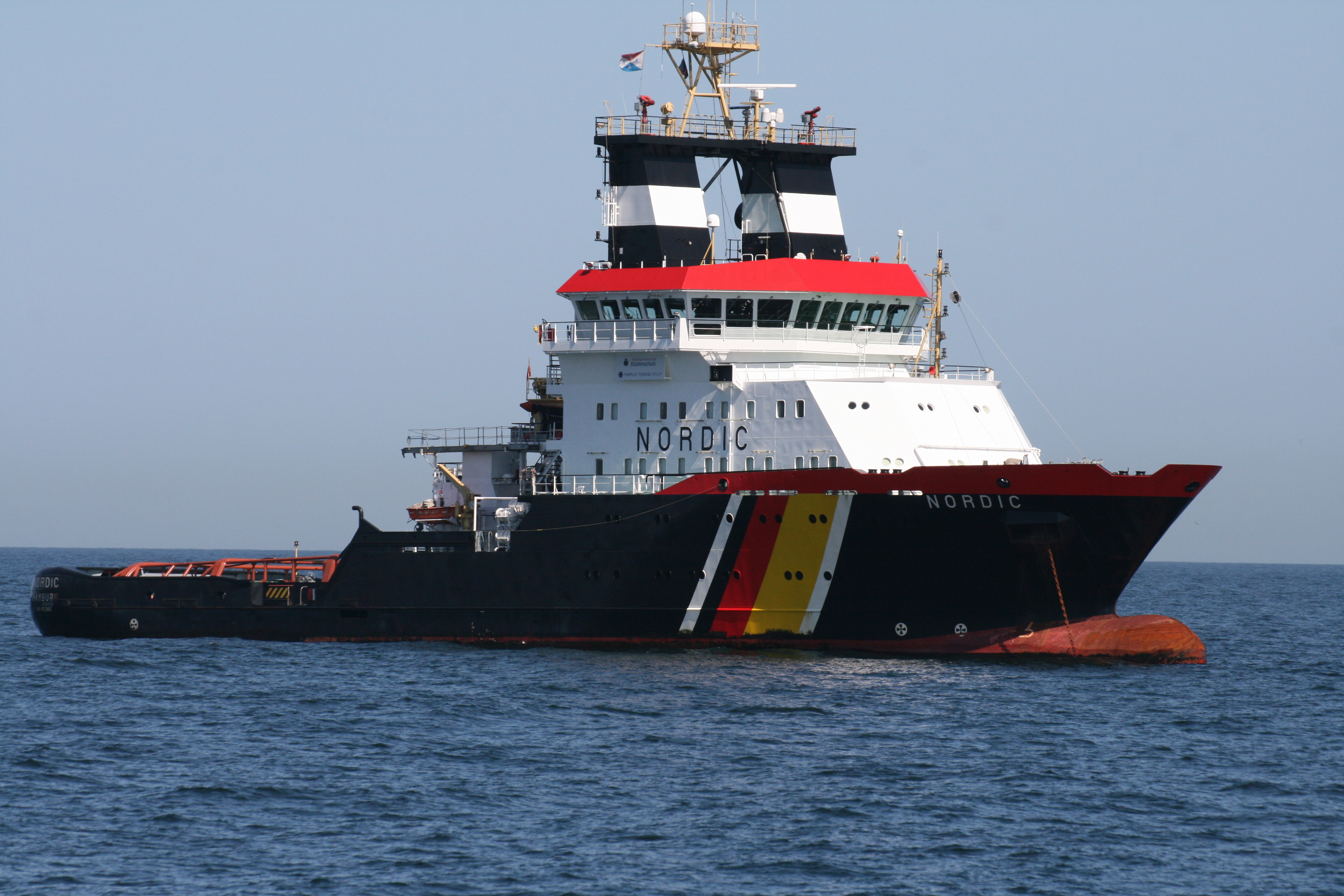
Nordic
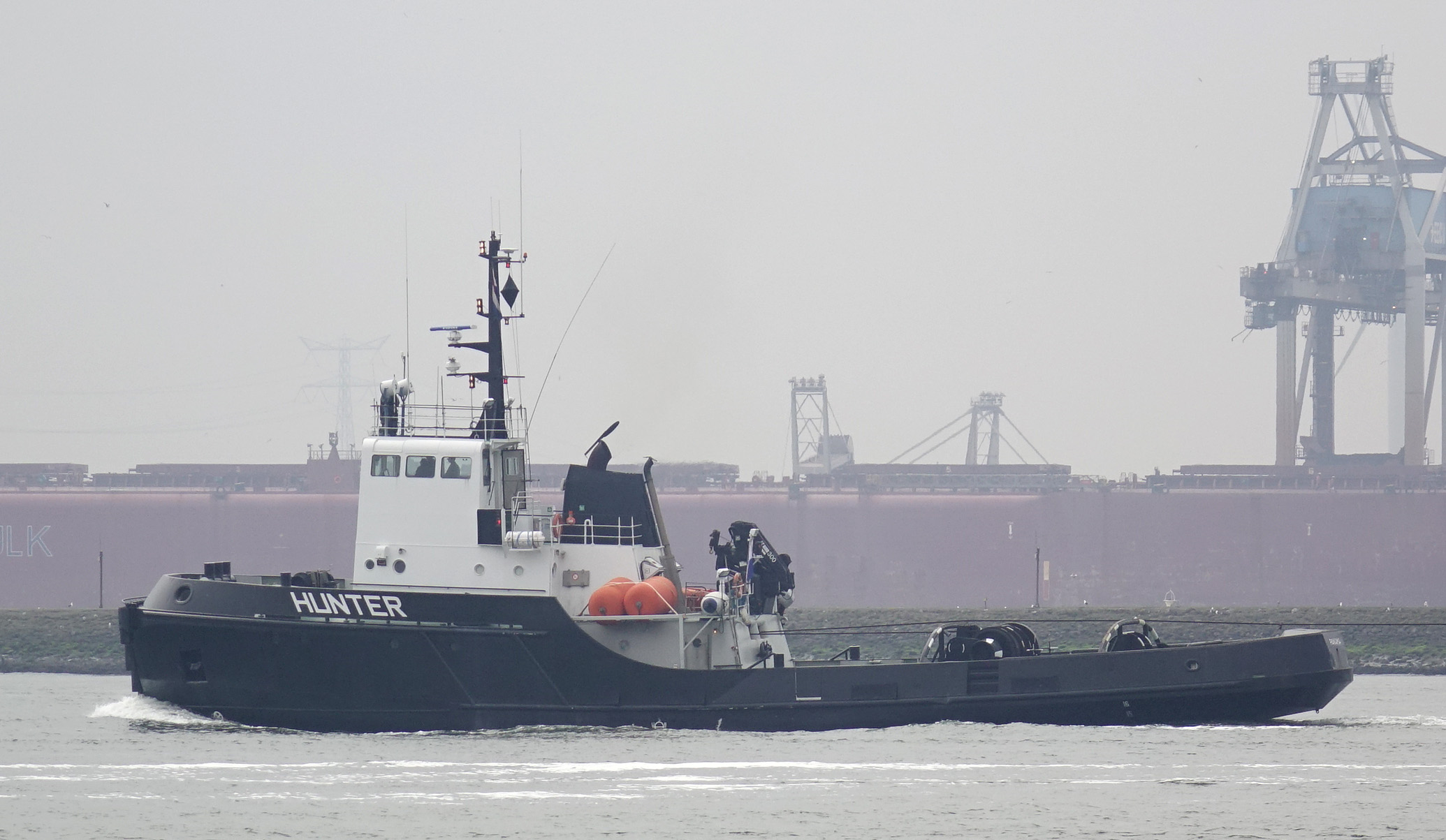
Hunter
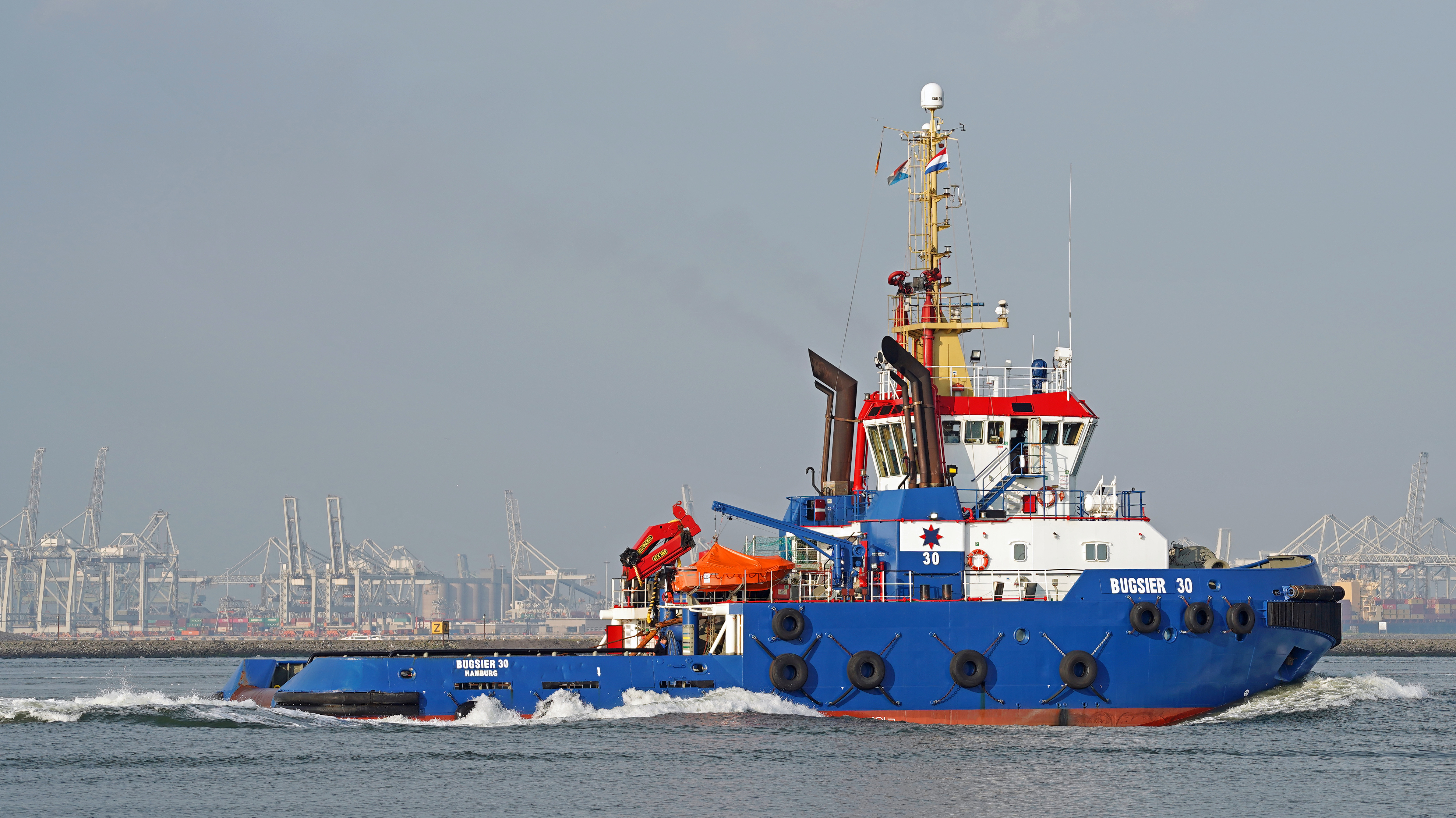
Fairplay 30
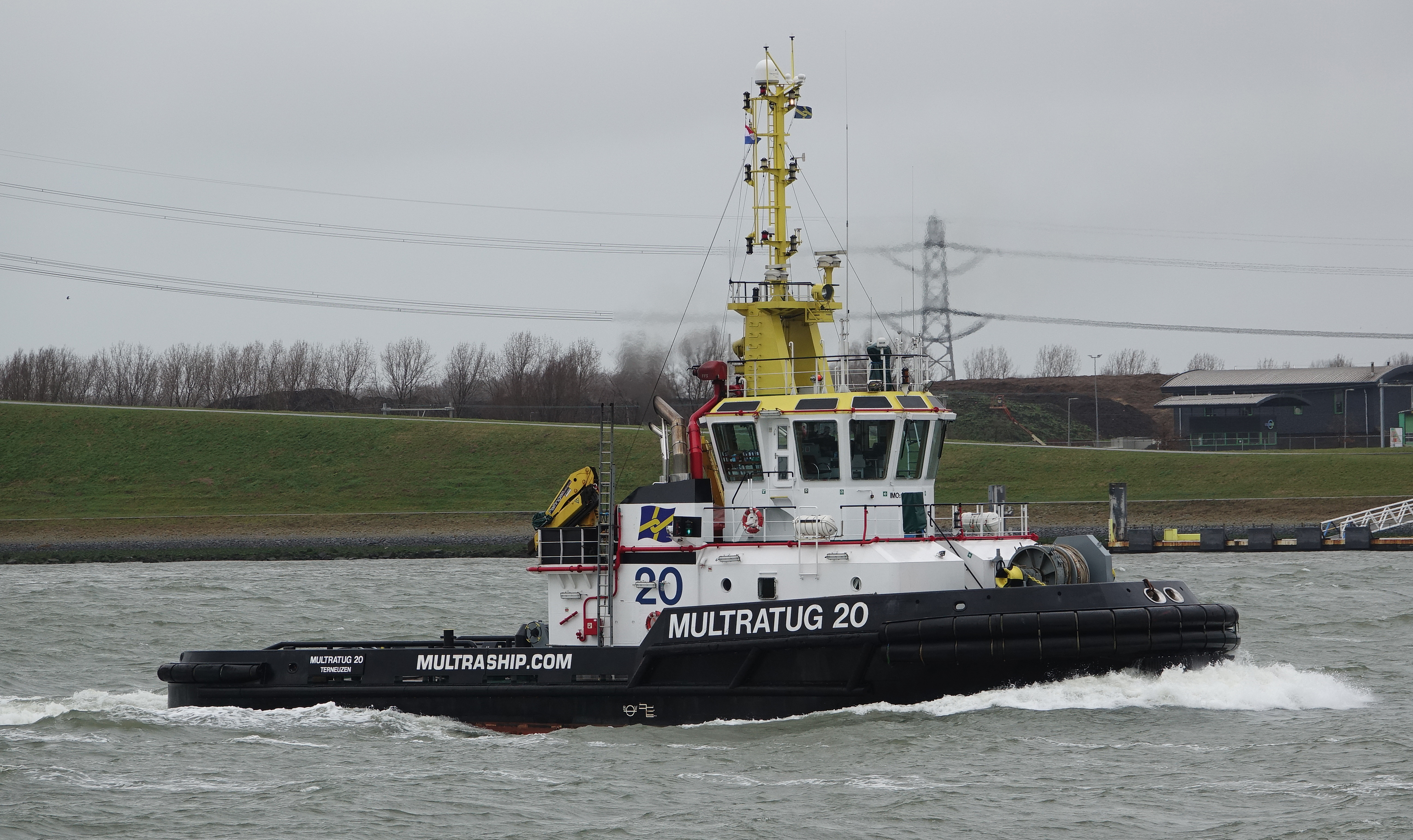
Multratug 20
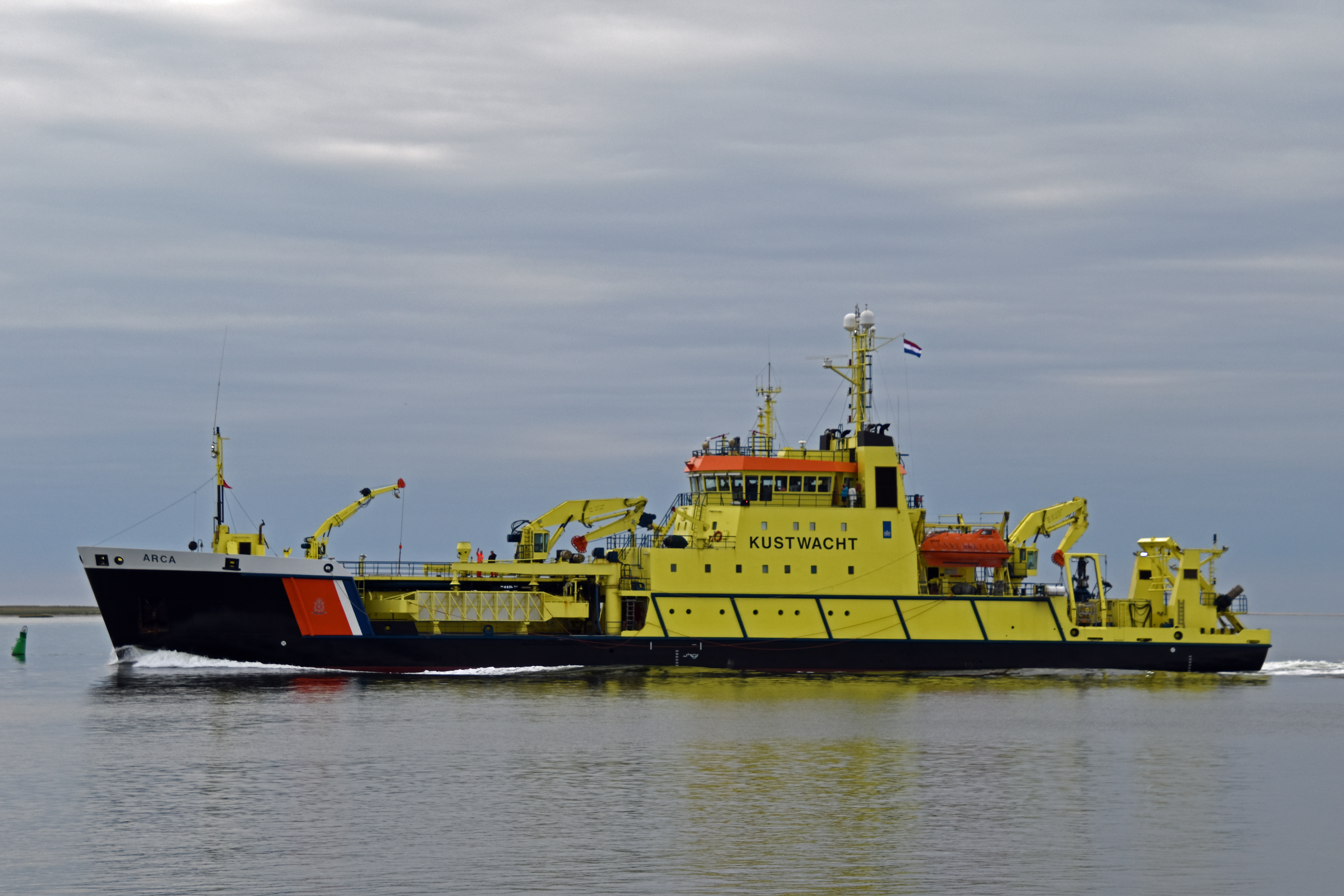
Arca
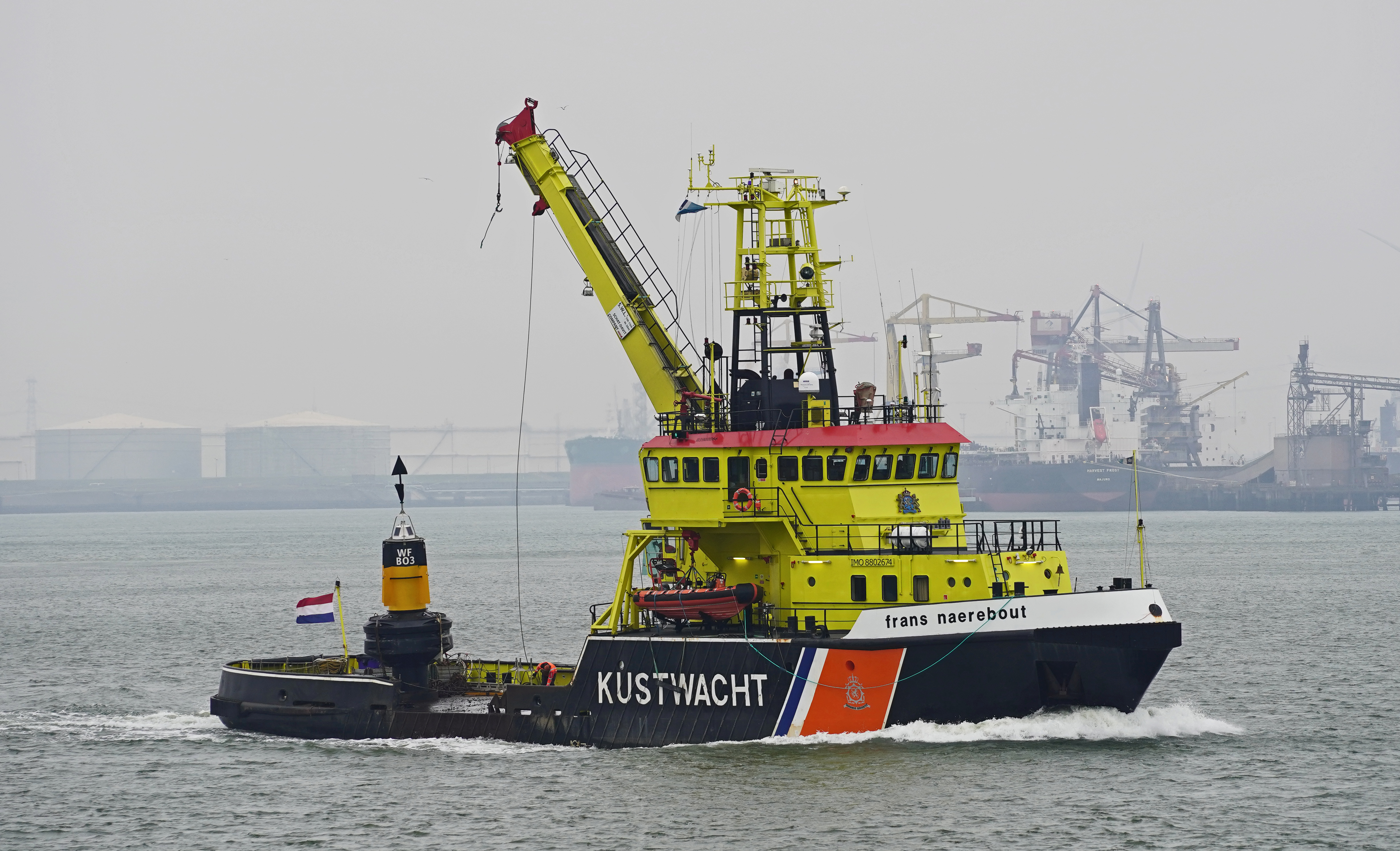
Frans Naerebout